# Neurateles compressus
Neurateles compressus là một loài tò vò trong họ Ichneumonidae.